# Сексуальна етика
Сексуальна етика — сукупність суспільно визнаних норм поведінки щодо регулювання сексуальних відносин.
Відповідність власної поведінки нормам сексуальної етики поряд із отриманням специфічної сексуальної насолоди від сексуальних відносин формує в людини почуття щастя від усвідомлення правильності, величі, благородства життєвого шляху.
Головний напрямок еволюції сексуальної культури — індивідуалізація і плюралізація сексуальності. У полікультурному суспільстві, що базується на плюралізмі думок, поліконфесійності, визнанні кожної окремої людини вищою цінністю, важко знайти загальновизнані моральні регулятори поведінки. А втім такі регулятори неминуче створюються.
У Нобелівській лекції з літератури (1972) О. І. Солженіцин писав:

…для цілого людства, стиснутого в єдиний ком… взаємне непорозуміння загрожує близькою і неминучою загибеллю. При шести, чотирьох, навіть двох шкалах не може бути єдиного світу, єдиного людства: нас розірве різниця ритму, різниця коливань. Ми не виживемо на одній Землі, як не жилець людина з двома серцями.
Оригінальний текст (рос.)
…для целого человечества, стиснутого в единый ком… взаимное непонимание грозит близкой и бурной гибелью. При шести, четырех, даже при двух шкалах не может быть единого мира, единого человечества: нас разорвет эта разница ритма, разница колебаний. Мы не уживём на одной Земле, как не жилец человек с двумя сердцами.

Тому, при безперечному визнанні індивідуальних розбіжностей мають бути загальні уявлення про добро і зло щодо сексуальності.

## Значення
Тренер із сексту та інтимної близькості Кгомотсо Масела каже, що мати гарні манери в питаннях сексу важливо, і це не залежить від статусу стосунків. Дотримання негласних правил етикету в сексі дає партнерам відчуття спокою. Секс без згоди та згода на секс, яка отримана за допомогою обманної обіцянки одружитися вважається зґвалтуванням.

## Сучасна гуманістична сексуальна етика
Дослідженнями українського вченого В. А. Холодного встановлено, що на даний час у цивілізованому світі широкого розповсюдження набули наступні гуманістично орієнтовані принципи сексуальної етики.
1. Добровільність — відсутність примушення до сексуальних стосунків.
Із посиленням ґендерної рівності, розвитком демократизації, освіченості суспільства вимоги дотримуватись цього принципу зростають.
2. Щирість — відсутність обману при залученні до статевого життя.
3. Повага особистості. Людина не може бути засобом виключно для сексуального задоволення. Необхідно поважати чужі переконання і сексуальні цінності.
Це не означає, що людина не може допомогти партнерові позбавитись забобонів і помилкових поглядів.
4. Безпека — відсутність шкоди сексуальному партнерові та третім особам в процесі сексуальних стосунків.